# Lũ lụt Trung Quốc 2010
Trận lũ lụt năm 2010 ở Trung Quốc bắt đầu vào đầu tháng 5 năm 2010. 392 đã thiệt mạng, 232 người đã bị cho là mất tích đến thời điểm 30 tháng 6 năm 2010, bao gồm 57 người trong vụ lở đất ở Guizhou. 53 người thiệt mạng do lở đất và lũ lụt từ 31 tháng 5 đến 3 tháng 6, and 266 deaths occurred between June 13 and June 29. 424 people were killed by the end of June, bao gồm 42 người từ vụ sạt lở đất Guizhou; 277 người bị thiệt mạng và 147 người mất tích trong hai tuần đầu tiên của tháng 7, tổng ộng có 1072 người chết đến thời điểm ngày 5 tháng 8 năm 2010. Một vụ sạt đất đầu tháng 8 ở Cam Túc đã khiến ít nhất 337 thiệt mạng và 1.148 người mất tích. Hơn 140 triệu người ở 28 tỉnh, thành phố và vùng, đặc biệt là các tỉnh phía nam và miền trung Triết Giang, Phúc Kiến, Giang Tây, Hồ Bắc, Hồ Nam, Quảng Đông, Quảng Tây, Chongqing Municipality, Gansu, Tứ Xuyên và Quý Châu, và tỉnh đông bắc Cát Lâm đã bị ảnh hưởng, còn ít nhất 4,66 triệu người đã được di tản do rủi ro ngập lụt và đất lở cuối tháng 6. Đầu tháng 8 năm 2010, 10,42 triệu người đã được di tản.
Hàng triệu người thiếu nước uống. Tổng cộng có 1,1 triệu ngôi nhà đã bị phá hủy và hơn 97.200 km2 đất trồng cây lương thực bị tàn phá, còn 800,000 ha (1.976,84 mẫu Anh) đất nông nghiệp hoàn toàn bị phá hủy. Hàng chục con sông vẫn bị ngập lụt, bao gồm Chu Giang ở Quảng Đông, sông bị ảnh hưởng bởi hạn hạn nặng trong mùa xuân khi dòng chảy bị khô hạn. Tổng mức tổn thất do lũ lụt gây là 83,8 tỷ nhân dân tệ cho đến ngày 27 tháng 6 năm 2010, và gần 210 tỷ nhân dân tệ (tương đương 31 tỷ USD) thiệt hại cho đến ngày 5 tháng 8. 4,63 ha đất nông nghiệp đã bị thiệt hại do lũ lụt gây ra.
Cuối tháng 5 năm 2010, mưa nặng đã gây ra vụ trật đường ray ở Jiangxi, khiến ít nhất 19 người thiệt mạng, tai nạn đã làm tê liệt tuyến đường sắt Thượng Hải-Côn Minh bị tên liệt 24 tiếng đồng hồ do lở đất.